# Aage de Danemark
Aage Christian Alexandre Robert de Danemark (10 juin 1887 à Copenhague - 29 février 1940 à Taza) est un prince de Danemark puis comte de Rosenborg. Membre de la maison de Glücksbourg, elle-même issue de celle d'Oldenbourg, c'est un prince danois et militaire ayant servi dans l'armée française.
Fils de Valdemar de Danemark et de Marie d'Orléans, il a renoncé à ses droits dynastiques après avoir épousé une femme issue de la noblesse italienne, mais non de sang royal. Il est connu pour avoir servi durant 17 ans au sein de la Légion étrangère et d'en avoir été l'une des figures emblématique de la campagne d'Algérie du début du XXe siècle.

## Famille
Le prince Aage est le fils ainé du prince Valdemar de Danemark (1858-1939) et de son épouse la princesse Marie d'Orléans (1865-1909). Par son père, il est le petit-fils du roi Christian IX de Danemark (1818-1906), surnommé le « beau-père de l’Europe », tandis que, par sa mère, il est l’arrière-petit-fils maternel de Louis-Philippe Ier, créateur de la Légion étrangère.
Son père, frère du roi Frédéric VIII, est amiral de la marine royale danoise et sa mère est une sœur de Jean d'Orléans, « duc de Guise » et chef de la maison d'Orléans en 1926.
Le 17 juillet 1914 il épouse à Turin la princesse Mathilde Émilie Françoise Marie Calvi di Bergolo,.
De cette union naît un seul enfant : 
- le comte Valdemar Alexander Georg Luigi Maria, comte de Rosenborg (1915-1995). Ce dernier épouse en 1949 Floria d'Huart-Saint-Mauris (1925-1995), et meurt en 1995 sans postérité[5].

## Biographie

### Famille et jeunesse

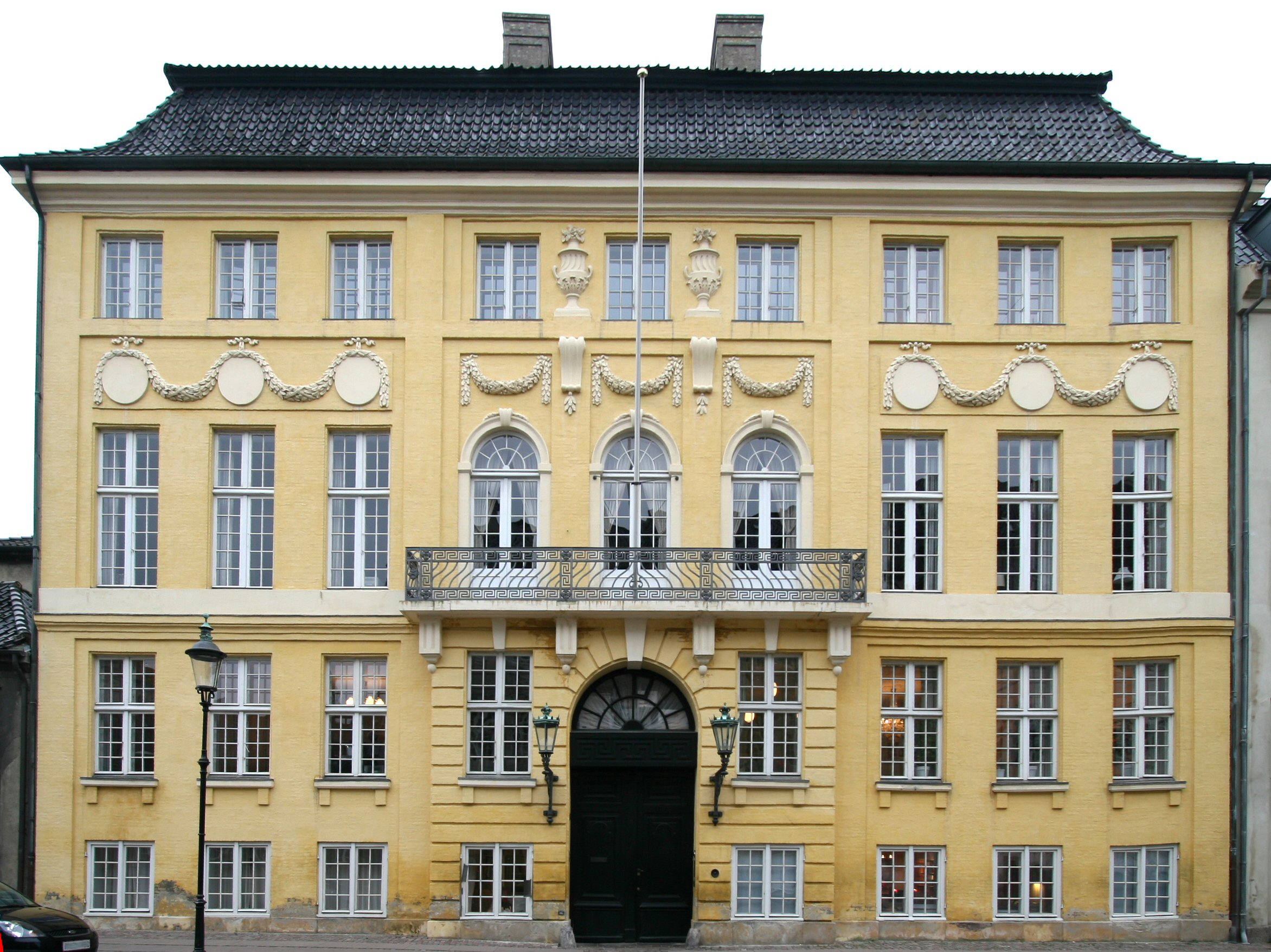
Le palais Jaune à Copenhague.

Petit-fils du roi Christian IX de Danemark (1818-1906), surnommé le « beau-père de l’Europe », le prince Aage de Danemark voit le jour le 10 juin 1887 à la résidence de ses parents, le palais Jaune, situé près du palais d’Amalienborg, résidence principale de la famille royale de Danemark au centre de Copenhague.
Aage est l'aîné d'une fratrie de cinq. Ses frères et sœurs sont : 
- Axel (1888-1964), prince de Danemark ;
- Erik (1890-1950), comte de Rosenborg ;
- Viggo (1893-1970), comte de Rosenborg ;
- Margrethe (1895-1992), princesse de Danemark.

À l'âge de quatorze ans, le lieutenant Selchauhansen, officier de la Légion étrangère, le fait rêver et provoque sa vocation en lui offrant un soldat de plomb.

### Carrière militaire
Le jeune prince suit la formation d'officier au sein de l'école de formation des officiers danoise (Hérens Officerskole) dont il sort avec le grade de sous-lieutenant (Sekondløjtnant) en 1909. Il rejoint alors le régiment d’infanterie de la garde royale le 26 mars 1909. Il participe, avec l'état-major de l'armée grecque, à la bataille de Dzumajök en 1913 pendant la seconde guerre balkanique.
En 1914, il reprend du service au sein de l'armée danoise et sert notamment pendant un an en Italie comme observateur. Il suit ensuite le cours de l'École d'état-major de 1918 à 1919 avant d'être promu capitaine de la Garde royale. Le jeune prince, attiré par la mystique des armes et en raison de son ascendance maternelle, souhaite servir la France. Il est donc détaché au 16e bataillon de chasseurs à pied en garnison à Metz pendant un an (du 17 décembre 1919 au décembre 1920) avec le grade de capitaine. Il y est décoré de la Légion d'honneur le 8 octobre 1920 eu égard à son titre.
Le 18 décembre 1922, le roi de Danemark l'autorise à quitter l’armée danoise pour rejoindre la légion étrangère française (avec le rang de capitaine, à la suite d'une négociation entre les gouvernements danois et français). Il est alors mis à la disposition du maréchal 
Lyautey, résident général de France et commandant supérieur des Troupes du Maroc.
Affecté au 2e REI au Maroc, avec le grade de capitaine à titre étranger, il participe aux opérations dans le Moyen Atlas, contre les tribus Aït Seghrouchen et les Marmoucha. Il obtient sa première citation à l’ordre de l’armée, le 29 décembre 1923.
Détaché à la 1re compagnie montée en 1924, il prend part aux opérations de la Bataille de l'Ouergha, notamment aux combats de Bou-Afra-Recifa, de Bou Khamoudj, d'El Mers, d’Aït Maklouf, d’Aït Messaad, d’Imouzzer, du Djebel Idlan et de Aït-Bazza, de mai à septembre 1924. Il est nommé à l'état-major du général, commandant les troupes d'occupation du Maroc à Rabat en 1925. Ce poste sédentaire ne l'empêche pas de participer activement à la guerre du Rif contre Abd-el-Krim. Il obtient une seconde citation à l'ordre de l'armée, le 28 juin 1925, pour son action lors de la bataille de Bibane. 
En 1925, de décembre à mars de l'année suivante, il est mandaté par le ministère des affaires étrangères pour une mission de promotion et de communication en Amérique (à l'instar de Zinovi Pechkoff), avant de rejoindre, en fin d'année, la 48e promotion de l’École de guerre Il y suit la scolarité des officiers d'état-major de novembre 1926 à novembre 1928 avant d'effectuer son stage de nouveau breveté en corps de troupe de métropole. Le 13 novembre 1928, il retourne au Maroc où il retrouve son poste à l’état-major du commandant supérieur des troupes du Maroc. Une troisième citation, à l’ordre de la colonne, vient récompenser son action lors des opérations du Tadla en 1929, aux combats de l’Azarar-Fal, de Bou-Adiane et de Bou-Anghzir.
Affecté en 1930 à l'état-major des confins algéro-marocains, il est ensuite, début 1931, affecté à l’état-major de la 3e division de cavalerie en France où il reste trois ans. De retour au Maroc, il sert au 19e corps d’armée puis au groupement motorisé opérant dans la région de l’Anti-Atlas sous les ordres du colonel Trinquet. C’est encore un engagement lors de la prise de Guelmim, du 8 au 10 mars. Il retrouve la Légion au sein du 1er REI où, le 25 février, il est promu chef de bataillon. Le 3 juillet 1935, il rejoint le 3e REI stationné à Fez. Commandant le 2e bataillon par intérim en 1935, il prend ensuite le commandement du 1er bataillon, le 17 novembre 1937,,. Il y sert jusqu’au 29 février 1940, jour où il meurt brusquement de maladie lors d'un déplacement en train à Taza, au Maroc.

## Honneurs
Il est d'abord enterré au cimetière d’El-Hank à Casablanca, puis selon son vœu, sa dépouille est transférée sept ans plus tard, à Sidi Bel Abbès,. Enfin, elle rejoint le carré du Légionnaire du domaine « Capitaine Danjou » à Puyloubier dans les Bouches-du-Rhône lors du transfert en 1962 de la Légion étrangère en métropole. Il repose auprès de ses camarades, aux côtés du général Rollet et du légionnaire Zimmermann (dernier tué de la guerre d'Algérie).

## Décorations
Aage de Danemark est titulaire des ordres et titres suivants, :

### Intitulés
- Chevalier de la Légion d'honneur (à titre militaire et officier à titre civil)
- Croix de guerre des Théâtres d'opérations extérieurs (titulaire de deux croix)
- Croix du combattant
- Médaille coloniale avec agrafes « Maroc », « Maroc 1925 », « Sahara » et « Afrique occidentale française »,
- Médaille du Maroc dite de « la Paz »
- Chevalier de l'ordre de Dannebrog (Danemark)
- Chevalier de l'ordre des Séraphins (Suède)
- médaille commémorative du mariage du roi Christian IX et de la reine Louise (Danemark)
- médaille du centenaire du roi Christian IX (Danemark)
- Médaille commémorative de la seconde guerre balkanique (Grèce)
- Croix serbe de la seconde guerre balkanique (Serbie)
- Médaille thaïlandaise King Rama VI Coronation
- Officier de l'ordre du Ouissam alaouite (Maroc)
- croix finlandaise du corps des gardes civils (Finlande)
- grand-croix de l’ordre de Léopold II, roi des Belges (Belgique)

## Ascendance sur trois degrés
|  |                                                                     |  |  |  |  |  |  |  |  |  |  |  |  |
|  | 8. Frédéric-Guillaume de Schleswig-Holstein-Sonderbourg-Glücksbourg |  |  |  |  |  |  |  |  |  |  |  |  |
|  |                                                                     |  |  |  |  |  |  |  |  |  |  |  |  |
|  |                                                                     |  |  |  |  |  |  |  |  |  |  |  |  |
|  | 4. Christian IX de Danemark                                         |  |  |  |  |  |  |  |  |  |  |  |  |
|  |                                                                     |  |  |  |  |  |  |  |  |  |  |  |  |
|  |                                                                     |  |  |  |  |  |  |  |  |  |  |  |  |
|  | 9. Louise de Hesse-Cassel                                           |  |  |  |  |  |  |  |  |  |  |  |  |
|  |                                                                     |  |  |  |  |  |  |  |  |  |  |  |  |
|  |                                                                     |  |  |  |  |  |  |  |  |  |  |  |  |
|  | 2. Valdemar de Danemark                                             |  |  |  |  |  |  |  |  |  |  |  |  |
|  |                                                                     |  |  |  |  |  |  |  |  |  |  |  |  |
|  |                                                                     |  |  |  |  |  |  |  |  |  |  |  |  |
|  | 10. Guillaume de Hesse-Cassel                                       |  |  |  |  |  |  |  |  |  |  |  |  |
|  |                                                                     |  |  |  |  |  |  |  |  |  |  |  |  |
|  |                                                                     |  |  |  |  |  |  |  |  |  |  |  |  |
|  | 5. Louise de Hesse-Cassel                                           |  |  |  |  |  |  |  |  |  |  |  |  |
|  |                                                                     |  |  |  |  |  |  |  |  |  |  |  |  |
|  |                                                                     |  |  |  |  |  |  |  |  |  |  |  |  |
|  | 11. Louise de Danemark                                              |  |  |  |  |  |  |  |  |  |  |  |  |
|  |                                                                     |  |  |  |  |  |  |  |  |  |  |  |  |
|  |                                                                     |  |  |  |  |  |  |  |  |  |  |  |  |
|  | 1. Aage de Danemark                                                 |  |  |  |  |  |  |  |  |  |  |  |  |
|  |                                                                     |  |  |  |  |  |  |  |  |  |  |  |  |
|  |                                                                     |  |  |  |  |  |  |  |  |  |  |  |  |
|  | 12. Ferdinand-Philippe d'Orléans                                    |  |  |  |  |  |  |  |  |  |  |  |  |
|  |                                                                     |  |  |  |  |  |  |  |  |  |  |  |  |
|  |                                                                     |  |  |  |  |  |  |  |  |  |  |  |  |
|  | 6. Robert d'Orléans, duc de Chartres                                |  |  |  |  |  |  |  |  |  |  |  |  |
|  |                                                                     |  |  |  |  |  |  |  |  |  |  |  |  |
|  |                                                                     |  |  |  |  |  |  |  |  |  |  |  |  |
|  | 13. Hélène de Mecklembourg-Schwerin                                 |  |  |  |  |  |  |  |  |  |  |  |  |
|  |                                                                     |  |  |  |  |  |  |  |  |  |  |  |  |
|  |                                                                     |  |  |  |  |  |  |  |  |  |  |  |  |
|  | 3. Marie d'Orléans                                                  |  |  |  |  |  |  |  |  |  |  |  |  |
|  |                                                                     |  |  |  |  |  |  |  |  |  |  |  |  |
|  |                                                                     |  |  |  |  |  |  |  |  |  |  |  |  |
|  | 14. François d'Orléans, prince de Joinville                         |  |  |  |  |  |  |  |  |  |  |  |  |
|  |                                                                     |  |  |  |  |  |  |  |  |  |  |  |  |
|  |                                                                     |  |  |  |  |  |  |  |  |  |  |  |  |
|  | 7. Françoise d'Orléans                                              |  |  |  |  |  |  |  |  |  |  |  |  |
|  |                                                                     |  |  |  |  |  |  |  |  |  |  |  |  |
|  |                                                                     |  |  |  |  |  |  |  |  |  |  |  |  |
|  | 15. Françoise de Bragance                                           |  |  |  |  |  |  |  |  |  |  |  |  |
|  |                                                                     |  |  |  |  |  |  |  |  |  |  |  |  |
|  |                                                                     |  |  |  |  |  |  |  |  |  |  |  |  |

## Documentaire
Le sixième épisode de la série documentaire danoise En kongelig Familie (en anglais : A Royal family) est centré sur la vie du prince Valdemar, de son épouse et de leur fils Aage.

### Citations
1. ↑  « Superbe soldat, ayant au plus haut degré le culte de la Légion étrangère et l'amour de la France. Volontaire pour servir au Maroc, ne cesse de se dépenser sans compter, dans la troupe comme dans l'état-major. Au cours des opérations de 1923 dans le Moyen Atlas, s'est constamment offert pour les missions périlleuses, notamment aux combats de Bou-Arfa, du Bou-Khamoudj et d'EI-Mers, les 20 mai, 9 juin et 24 juin 1923, où il a, sous un feu ajusté et dans un terrain particulièrement difficile, assuré et maintenu la liaison du commandement avec les bataillons de première ligne très vivement engagés. »
source : site internet
2. ↑  «Agent de liaison du colonel commandant le groupement d'attaque, a fait preuve du plus beau courage ; volontaire pour toutes les missions périlleuses, ayant porté à plusieurs reprises des ordres aux unités engagées en première ligne sous le feu le plus violent. »
site internet
3. ↑  « Officier de la Légion dont la réputation de bravoure est établie depuis longtemps au Maroc. Volontaire pour toutes les missions; plein d'allant et de dévouement; donnant constamment un bel exemple à la troupe, sur laquelle il exerce une influence particulièrement heureuse. Il a participé les 22 et 23 août aux opérations de Azarar-Fal et du Piton des Cèdres où, en qualité d'adjoint au lieutenant-colonel commandant le groupement et le 2e étranger. »
site internet